# Ole Kristian Selnæs
Ole Kristian Selnæs (Trondheim, 7 juli 1994) is een Noors voetballer die bij voorkeur als defensieve middenvelder speelt. Hij tekende in januari 2016 bij Saint-Étienne.

## Clubcarrière
Selnæs speelde in de jeugd voor Skjetten, Sverresborg IF en Rosenborg BK. Op 25 maart 2012 tekende hij zijn eerste profcontract voor Rosenborg BK. De middenvelder debuteerde op 1 april 2012 in de Tippeligaen tegen Lillestrøm SK. Eén week later mocht hij voor het eerst in de basiself starten tegen Sogndal Fotball. In totaal maakte hij vier treffers in 87 competitieduels. In januari 2016 trok Selnæs naar Saint-Étienne, dat 3,2 miljoen euro over had voor de middenvelder. Daarna speelde hij in Zwitserland bij Henzhen en Hebei en in het seizoen 2022-2023 komt hij uit voor FC Zürich.

## Interlandcarrière
Selnæs vertegenwoordigde Noorwegen bij meerdere nationale jeugdselecties. Hij debuteerde in 2012 in Noorwegen -21.
1 Maubleu ·
3 Nadé ·
4 Ekwah ·
5 Abdelhamid ·
6 Bouchouari ·
7 Monconduit ·
8 Appiah ·
9 Sissoko ·
10 Tardieu ·
11 Old ·
14 Mouton ·
16 Fall ·
17 Cornud ·
18 Cafaro ·
19 Pétrot ·
20 Boakye ·
21 Batubinsika ·
22 Davitasjvili ·
23 Briançon  ·
25 Wadji ·
26 Fomba ·
27 Maçon ·
28 Miladinović ·
29 Moueffek ·
30 Larsonneur ·
32 Stassin ·
Coach: Dall'Oglio